# Phygadeuon slossonae
Phygadeuon slossonae är en stekelart som beskrevs av Joseph Augustine Cushman 1922. Phygadeuon slossonae ingår i släktet Phygadeuon och familjen brokparasitsteklar. Inga underarter finns listade i Catalogue of Life.